# Les Essarts-le-Roi
Les Essarts-le-Roi är en kommun i departementet Yvelines i regionen Île-de-France i norra Frankrike. Kommunen ligger i kantonen Rambouillet som tillhör arrondissementet Rambouillet. År 2022 hade Les Essarts-le-Roi 6 772 invånare.

## Befolkningsutveckling
Antalet invånare i kommunen Les Essarts-le-Roi
| Referens: INSEE |